# الهول (مجموعة قصصية)
الهول  مجموعة قصصية للروائي أحمد خالد توفيق  صدرت في 20 يوليو 2014  عن الكرمة للنشر والتوزيع في 248 صفحة. كان الكاتب توفيق قد نشرهم من قبل على موقع "بص وطل"، قبل أن يتم تجميعهم في مجموعة قصصية في كتاب "الهول".

## محتوى الكتاب
يحتوى الكتاب على 8 قصص قصيرة:
زوزانكا
دبة النملة
mutilated.com
الأرشيف
حزر فزر
الهول
قصة لم تكتمل
في شارع المشاط 

## ملخص الكتاب
القصة الأولى: زوزانكا
تدور الأحداث في جمهورية لاتفيا بشمال أوروبا، وتحكي عن مصاصي الدماء الذين عادوا وخصوصًا "زوزانكا"، صاحبة العينين العميقتين والقدمين الرفيعتين، التي تقف في الضوء الخافت تراقب التوابيت المفتوحة، وتسمع صوت الأقدام التي تأتي من بعيد عبر أرجاء الكهف.
بدأ توفيق قصته قائلاً: "راح القس يهدئ الواقفين .. كلمات كهذه لا تقال لأم تقف أمام جثة ابنتها .. أن الناس يتصرفون بقسوة عندما يتعلق الأمر بمصاصي الدماء .. هل قال "مصاصي الدماء"؟ نعم .. فهو في قرارة نفسه كان يدرك أن هذه هي الحقيقة على الأرجح. على كل حال هو لا يري مانعاً من ملء فمها بالثوم ووضع قطعتي العملة .. سيتم هذا سراً ولن تراه الأم لأنه سيتم قبل نزول التابوت."
القصة الثانية: دبة النملة
تدور أحداث هذه القصة عن طبيب أرمني ساحر وخارق للعادة، يعالج فقدان الأطراف وضمور الشبكية، إلا أن الآثار الجانبية لهذا تكون خطيرة، فمن هو ذلك الأرمني وما هي قصته؟ وما مصير مرضاه؟
بدأ الكاتب قائلاً: "هناك لحظة مخيفة بين التحديق في ذلك الوجه الذي يحملق فيك، وبين إدراك الحقيقة المخيفة .. إنه يراك. الآن أفهم سر توتر الزوجة وشحوبها .. أفهم لماذا ذهبت نورا عند جدتها. هل رأت الزوجة هذا المشهد؟ لا أظن وإلا ما ظلت حية .. على الأرجح هي خمنت أو شعرت بشيء ما خطأ .. لكن لا تقل لي أنها رأت زوجها يمشي على الجدران وقبلت ذلك. اجلس يا محمود ولا تثر توتري .. أنا أمقت الأشياء التي تتحرك في مجال نظري، وأمقت هؤلاء العصبيين كثيري الحركة، الذين ينقلون ساقاً على ساق .. أنت تعرف أن التوتر العصبي معد، وأن هناك ظاهرة تدعى "الإشعاع السيكو فيزيائي".
القصة الثالثة: (mutilated.com)
تدور الأحداث حول موقع على الإنترنت يعرض حالات الموت قبل حدوثها بأيام، ولهذا تحقق مثل هذه المواقع المريبة معدلات زيارة كبير للغاية، فالموت أصبح سلعة مرغوبة ورائجة في مجتمعات ما بعد الحداثة، فما قصة هذا الموقع بالتحديد؟
يكتب الراوي: "لهذا يحقق موقع (mutilated.com) معدلات مخيفة في الزيارة .. وهذا يدل على أن الناس ليسوا على ما يرام تماماً".
القصة الرابعة: الأرشيف
قصة عن الحقائق التي يمكن استخلاصها من متابعة ظواهر معينة، إذ يكون هناك ترابط رهيب وعجيب بين هذه الحوادث، فما هي قصة الأرشيف وما الذي يمكن أن يربط بين كل حالات الموت والجثث هذه؟ قصة مثل الكابوس تحكي عن استوديو قناة نوفا التي تقع خارج القاهرة، بعيدًا في الصحراء، إذ تستغرق الرحلة إلى هناك 3 ساعات، فمن تلك التي ذهبت إلى هناك ولماذا؟ لماذا كانت أذكى من اللازم في اللحظات التي يجب أن يكون فيها المرء أعمى وأصم وغبيًا حتى.
القصة الخامسة: حزر فزر
تبدأ القصة بكلمات تقول: "نحن ندعو المشاهد لرؤية برامجنا المتميزة على قناة "نوفا" .. قناة "نوفا" وباقة برامجها متاحة فقط لعدد قليل من المشاهدين المحظوظين .. قناة نوفا تمتاز بأنها مشفرة ولا يمكن سرقتها .. كما أننا نراقب المستخدمين للتأكد من أنها لا تسرق عن طريق الكابل. أشترك في قناة نوفا اليوم."
القصة السادسة: الهول
قصة عن الذين ولدوا في جانب النجوم، ويدخلون للأرض من فتحات في أماكن متفرقة، ماذا يريدون من البشر، ولماذا يتخذون هيئات بشرية ويقتلون بطرق مختلفة؟ هذه القصة تبدأ بمشهد ميتافيزيقي يقوم فيه السفاح بالهرب من خيال مؤلف الرواية، وكانت نتيجة ذلك وجود قصة لم تكتمل، فما حكاية هذا السفاح وما الذي يمكن أن يفعله.
كتب الروائي: " كل محاولة لمعرفة متى بدأوا تفشل، لا يمكن أن تقابل من يعرف قريتهم أو مدرستهم أو الكلية التي تخرجوا فيها، فجأة هم في الحياة العامة، فجأة هم وزراء أو مسؤولون، وقرارتهم كارثية"، ويتابع: "لم تُصدِّق ما حدث ولا المعجزة التي أنقذتها، بالنسبة إليها كادت ترى لـ "جاتيس " جناحي ملاك، ولا تعرف كيف تركت يدها الصغيرة تنام كعصفور صغير في كفه وهو يقودها خارج تلك الغابة، إلى حيث بيتها"، واسترسل: "هناك الطرق العنيفة مثل الصراع وتهشيم رأسها أو طعنها .. إلخ، طبعًا لا أستطيع الحصول على مسدس، إذن تبقى الطرق اليدوية العنيفة كما قلت، لكن عيبها هو أن غادة قوية، غادة تملك عضلات هرقل وتأكل مثل الحلاليف البرية"، ويقول: "هي سمعت كل كلمة، لكنها لم تصغِ، أنت تعرف الفارق بين الإصغاء والسماع كما كانوا يعلموننا في المدرسة. لن يظل الشيطان بلحية تيس وحوافر للأبد."
القصة السابعة: قصة لم تكتمل
تبدأ القصة: "الذي لم يشعر بأي اطمئنان كان مصطفى نفسه .. القصة تبدو مملة فعلاً .. لم يعد أحد يتحمل القصص العاطفية اليوم .. دعك من هذا التوافق والانسجام. قال "آرثر كلارك" يوماً أن جرائد المدينة الفاضلة ستكون مملة جداً بالتأكيد". وتنتهي: "هكذا جلس "ابن أبراكساس" إلى مكتب مصطفى، بعدما أعد لنفسه بعض "الكابوتشينو" وأشعل لفافة تبغ، وقام بتشغيل أغنية خافتة لفيروز، وراح يحدق في الشاشة، وهو يشعر بأنه سيكتب عملاً رائعاً."
القصة الثامنة: في شارع المشاط
قصة قاتل متسلسل ينذر بجرائمه بطريقة مبتكرة، والقصة لها ثلاث نهايات مختلفة، أولها ساعة الانتقام، وثانيها اليوبيل أو قصة الموت العشوائي كعقيدة تضحية، أما الثالثة فهي اللعبة، أو قصة القربان العشوائي على طريقة الروليت الروسي.

## نقد وتعليقات
كتبت دينا خليل على موقع "احكي" في 27 يناير 2019: "مغامرة رُعب أخرى تسردها لنا روايات أحمد خالد توفيق من خلال رواية "الهول" وما تحمله أحداث القصة من أسرار تُكشف في إطار من الرعب يُجبرك على القراءة حتى آخر سطر فيها، لتُجيبك على كافة التساؤلات التي تدور بداخلك منذ بداية الرواية."
كتب عدد 435 قارئ تعليقاتهم على موقع ( ) وكانت في مجملها إيجابية، ونقرأ: "الطبيب الأرمني يظل هو أكثر من اتذكره من المجموعة"، "إنها متلازمة أحمد خالد توفيق، حيث يقرأ المريض بها كل حروفه بنهم واستمتاع شديدين"، "عندما قرأت لأحمد خالد توفيق تغيرت وجهة نظري تماما، هناك شيء مميز في هذا النوع من الرعب، يسميه الكاتب الرعب الرومانسي. وهذه مجموعة قصصية جيدة تعالج هذه القضية"، "هذه المجموعة القصصية من أفضل المجموعات القصصية التي قرأتها طوال حياتي أن لم تكن أفضلهم.. ولولا قصة أو أثنين لنالت الخمس نجوم باستحقاق تام"، "قرأت الثلاث نهايات في شارع المشاط واستغربت ثلاثتهم وإن استمتعت بهم"، "القصص رائعة .. الأفكار مميزة .. النهايات مختلفة .. الأسلوب الأدبي متنوع"، "للأسف يستمر احمد خالد توفيق "البرنس" في تكرار أفكاره التي استهلكها في مجموعة ما وراء الطبيعة"، "حسناً، لم أشعر بالرعب، ربما أصبحت مشكلة خاصة بي وربما أصبحت القصص مكررة ومتوقعة أكثر من اللازم."

## وصلات خارجية
https://www.goodreads.com/ar/book/show/20492184 الهول (مجموعة قصصية)